# Tatiana Radziwiłł

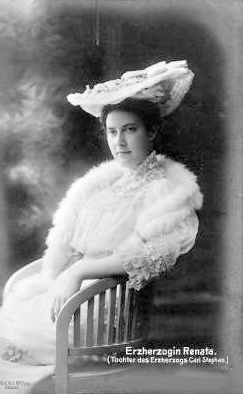
La Archiduquesa Renata María de Austria, abuela paterna de Tatiana.

Tatiana Radziwiłł  nació en la 28 de agosto de 1939, en la clínica de San Hilario, en la ciudad francesa de Ruan.

## Biografía
Es hija de la princesa Eugenia de Grecia y del príncipe polaco-lituano Dominico Raniero Radziwiłł. A su vez es nieta del príncipe Jorge de Grecia y de María Bonaparte, princesa Napoleón por el lado materno, y del príncipe Jerónimo Nicolás Radziwiłł y la archiduquesa Renata de Austria por el paterno.
Su tratamiento es de S.A.S. (Su Alteza Serenísima). Parte de sus antepasados paternos son cubanos.
Poco después de nacer, su abuela paterna escribió "El libro de Tatiana".
Al finalizar al Segunda Guerra Mundial, su familia se instaló en Francia, viviendo Tatiana entre el castillo de Melbosc, lugar donde vivía su madre y su padrastro, el príncipe Raimundo della Torre e Tasso, y las residencias de sus abuelos en París. 
La segunda esposa de su padre fue Lida Lacey Bloodgood.
La princesa está casada con el doctor Juan Enrique Fruchaud (París, 1 de abril de 1937), con quien contrajo matrimonio el 24 de marzo de 1966 en Atenas, y tienen dos hijos:
- Fabiola Fruchaud (n. 1967).
- Alexis Fruchaud (n. 1969).[1]

Su marido, cardiólogo jubilado, pertenece a una familia de médicos. Se habían conocido en la universidad, en París, donde la princesa Tatiana se especializó en la investigación bacteriológica. Tatiana habla cinco idiomas y toca el piano.
Su único hijo varón, Alexis, trabaja como consejero para el Royal Bank of Scotland y reside en Londres junto con su esposa, Natalia Ruth Chandler, que trabaja en la financiera Method Investments & Advisory Ltd. Ambos contrajeron matrimonio en 2002 y tienen una hija, Thalía Fruchaud (n. 2008).
Su hija Fabiola, se casó en 1994 con el francés Thierry Jorge Felipe Herrmann. De ese matrimonio nació una hija llamada Tatiana Herrmann (n. en 1996). Una vez divorciados, Fabiola contrajo segundas nupcias con el también francés Didier Fradin junto a quien dirige el castillo de Maudétour, cerca de París, que ambos adquirieron y renovaron completamente para convertirlo en hotel. Han tenido un hijo, Eduardo Fradin (n. en 2007).
Según recoge Pilar Urbano en sus dos libros sobre sus conversaciones con la reina de España, la princesa Tatiana Radziwiłł es la amiga más íntima de la reina Sofía (además de su prima segunda). Además, fue una de las damas de honor en su boda con el príncipe Juan Carlos de Borbón. Asimismo, fue dama de honor en la boda del rey Constantino II de Grecia con la princesa Ana María de Dinamarca.
Recientemente, la princesa sufrió un ictus, y desde entonces se desplaza en silla de ruedas.

## Títulos y estilos
- 28 de agosto de 1939 - 24 de marzo de 1966: Su Alteza Serenísima la princesa Tatiana Radziwiłł.
- 24 de marzo de 1966 - presente: Su Alteza Serenísima la princesa Tatiana Radziwiłł, Sra. Fruchaud.

## Distinciones honoríficas
Griegas
- Dama gran cruz de la Orden de las Santas Olga y Sofía.
- Insignia conmemorativa del Centenario de la Casa Real de Grecia (30/03/1963).[2]

## Antepasados
|  |                                                      |  |  |  |  |  |  |  |  |  |  |  |  |  |  |  |
|  | 16. Príncipe Constantino Nicolás Radziwiłł           |  |  |  |  |  |  |  |  |  |  |  |  |  |  |  |
|  |                                                      |  |  |  |  |  |  |  |  |  |  |  |  |  |  |  |
|  |                                                      |  |  |  |  |  |  |  |  |  |  |  |  |  |  |  |
|  | 8. Príncipe Dominico María Radziwiłł                 |  |  |  |  |  |  |  |  |  |  |  |  |  |  |  |
|  |                                                      |  |  |  |  |  |  |  |  |  |  |  |  |  |  |  |
|  |                                                      |  |  |  |  |  |  |  |  |  |  |  |  |  |  |  |
|  | 17. Adela Kranicczanką                               |  |  |  |  |  |  |  |  |  |  |  |  |  |  |  |
|  |                                                      |  |  |  |  |  |  |  |  |  |  |  |  |  |  |  |
|  |                                                      |  |  |  |  |  |  |  |  |  |  |  |  |  |  |  |
|  | 4. Príncipe Jerónimo Nicolás Radziwiłł               |  |  |  |  |  |  |  |  |  |  |  |  |  |  |  |
|  |                                                      |  |  |  |  |  |  |  |  |  |  |  |  |  |  |  |
|  |                                                      |  |  |  |  |  |  |  |  |  |  |  |  |  |  |  |
|  | 18. Capitán Francisco de Agramonte y Agüero          |  |  |  |  |  |  |  |  |  |  |  |  |  |  |  |
|  |                                                      |  |  |  |  |  |  |  |  |  |  |  |  |  |  |  |
|  |                                                      |  |  |  |  |  |  |  |  |  |  |  |  |  |  |  |
|  | 9. María de los Dolores de Agramonte                 |  |  |  |  |  |  |  |  |  |  |  |  |  |  |  |
|  |                                                      |  |  |  |  |  |  |  |  |  |  |  |  |  |  |  |
|  |                                                      |  |  |  |  |  |  |  |  |  |  |  |  |  |  |  |
|  | 19. María de los Dolores de Agramonte                |  |  |  |  |  |  |  |  |  |  |  |  |  |  |  |
|  |                                                      |  |  |  |  |  |  |  |  |  |  |  |  |  |  |  |
|  |                                                      |  |  |  |  |  |  |  |  |  |  |  |  |  |  |  |
|  | 2. Príncipe Dominico Raniero Radziwiłł               |  |  |  |  |  |  |  |  |  |  |  |  |  |  |  |
|  |                                                      |  |  |  |  |  |  |  |  |  |  |  |  |  |  |  |
|  |                                                      |  |  |  |  |  |  |  |  |  |  |  |  |  |  |  |
|  | 20. Archiduque Carlos Fernando de Austria            |  |  |  |  |  |  |  |  |  |  |  |  |  |  |  |
|  |                                                      |  |  |  |  |  |  |  |  |  |  |  |  |  |  |  |
|  |                                                      |  |  |  |  |  |  |  |  |  |  |  |  |  |  |  |
|  | 10. Archiduque Carlos Esteban de Austria             |  |  |  |  |  |  |  |  |  |  |  |  |  |  |  |
|  |                                                      |  |  |  |  |  |  |  |  |  |  |  |  |  |  |  |
|  |                                                      |  |  |  |  |  |  |  |  |  |  |  |  |  |  |  |
|  | 21. Archiduquesa Isabel Francisca de Austria         |  |  |  |  |  |  |  |  |  |  |  |  |  |  |  |
|  |                                                      |  |  |  |  |  |  |  |  |  |  |  |  |  |  |  |
|  |                                                      |  |  |  |  |  |  |  |  |  |  |  |  |  |  |  |
|  | 5. Archiduquesa Renata de Austria                    |  |  |  |  |  |  |  |  |  |  |  |  |  |  |  |
|  |                                                      |  |  |  |  |  |  |  |  |  |  |  |  |  |  |  |
|  |                                                      |  |  |  |  |  |  |  |  |  |  |  |  |  |  |  |
|  | 22. Archiduque Carlos Salvador de Austria-Toscana    |  |  |  |  |  |  |  |  |  |  |  |  |  |  |  |
|  |                                                      |  |  |  |  |  |  |  |  |  |  |  |  |  |  |  |
|  |                                                      |  |  |  |  |  |  |  |  |  |  |  |  |  |  |  |
|  | 11. Archiduquesa María Teresa de Austria-Toscana     |  |  |  |  |  |  |  |  |  |  |  |  |  |  |  |
|  |                                                      |  |  |  |  |  |  |  |  |  |  |  |  |  |  |  |
|  |                                                      |  |  |  |  |  |  |  |  |  |  |  |  |  |  |  |
|  | 23. Princesa María Inmaculada de Borbón-Dos Sicilias |  |  |  |  |  |  |  |  |  |  |  |  |  |  |  |
|  |                                                      |  |  |  |  |  |  |  |  |  |  |  |  |  |  |  |
|  |                                                      |  |  |  |  |  |  |  |  |  |  |  |  |  |  |  |
|  | 1. Princesa Tatiana Radziwiłł                        |  |  |  |  |  |  |  |  |  |  |  |  |  |  |  |
|  |                                                      |  |  |  |  |  |  |  |  |  |  |  |  |  |  |  |
|  |                                                      |  |  |  |  |  |  |  |  |  |  |  |  |  |  |  |
|  | 24. Rey Cristián IX de Dinamarca                     |  |  |  |  |  |  |  |  |  |  |  |  |  |  |  |
|  |                                                      |  |  |  |  |  |  |  |  |  |  |  |  |  |  |  |
|  |                                                      |  |  |  |  |  |  |  |  |  |  |  |  |  |  |  |
|  | 12. Rey Jorge I de Grecia                            |  |  |  |  |  |  |  |  |  |  |  |  |  |  |  |
|  |                                                      |  |  |  |  |  |  |  |  |  |  |  |  |  |  |  |
|  |                                                      |  |  |  |  |  |  |  |  |  |  |  |  |  |  |  |
|  | 25. Princesa Luisa de Hesse-Kassel                   |  |  |  |  |  |  |  |  |  |  |  |  |  |  |  |
|  |                                                      |  |  |  |  |  |  |  |  |  |  |  |  |  |  |  |
|  |                                                      |  |  |  |  |  |  |  |  |  |  |  |  |  |  |  |
|  | 6. Príncipe Jorge de Grecia                          |  |  |  |  |  |  |  |  |  |  |  |  |  |  |  |
|  |                                                      |  |  |  |  |  |  |  |  |  |  |  |  |  |  |  |
|  |                                                      |  |  |  |  |  |  |  |  |  |  |  |  |  |  |  |
|  | 26. Gran Duque Constantino Nikoláyevich de Rusia     |  |  |  |  |  |  |  |  |  |  |  |  |  |  |  |
|  |                                                      |  |  |  |  |  |  |  |  |  |  |  |  |  |  |  |
|  |                                                      |  |  |  |  |  |  |  |  |  |  |  |  |  |  |  |
|  | 13. Gran Duquesa Olga Konstantínova de Rusia         |  |  |  |  |  |  |  |  |  |  |  |  |  |  |  |
|  |                                                      |  |  |  |  |  |  |  |  |  |  |  |  |  |  |  |
|  |                                                      |  |  |  |  |  |  |  |  |  |  |  |  |  |  |  |
|  | 27. Princesa Alejandra de Sajonia-Altenburgo         |  |  |  |  |  |  |  |  |  |  |  |  |  |  |  |
|  |                                                      |  |  |  |  |  |  |  |  |  |  |  |  |  |  |  |
|  |                                                      |  |  |  |  |  |  |  |  |  |  |  |  |  |  |  |
|  | 3. Princesa Eugenia de Grecia                        |  |  |  |  |  |  |  |  |  |  |  |  |  |  |  |
|  |                                                      |  |  |  |  |  |  |  |  |  |  |  |  |  |  |  |
|  |                                                      |  |  |  |  |  |  |  |  |  |  |  |  |  |  |  |
|  | 28. Pedro Bonaparte, Príncipe Bonaparte              |  |  |  |  |  |  |  |  |  |  |  |  |  |  |  |
|  |                                                      |  |  |  |  |  |  |  |  |  |  |  |  |  |  |  |
|  |                                                      |  |  |  |  |  |  |  |  |  |  |  |  |  |  |  |
|  | 14. Rolando Bonaparte, Príncipe Bonaparte            |  |  |  |  |  |  |  |  |  |  |  |  |  |  |  |
|  |                                                      |  |  |  |  |  |  |  |  |  |  |  |  |  |  |  |
|  |                                                      |  |  |  |  |  |  |  |  |  |  |  |  |  |  |  |
|  | 29. Justine Eleanore Ruflin                          |  |  |  |  |  |  |  |  |  |  |  |  |  |  |  |
|  |                                                      |  |  |  |  |  |  |  |  |  |  |  |  |  |  |  |
|  |                                                      |  |  |  |  |  |  |  |  |  |  |  |  |  |  |  |
|  | 7. María Bonaparte, Princesa Bonaparte               |  |  |  |  |  |  |  |  |  |  |  |  |  |  |  |
|  |                                                      |  |  |  |  |  |  |  |  |  |  |  |  |  |  |  |
|  |                                                      |  |  |  |  |  |  |  |  |  |  |  |  |  |  |  |
|  | 30. François Blanc                                   |  |  |  |  |  |  |  |  |  |  |  |  |  |  |  |
|  |                                                      |  |  |  |  |  |  |  |  |  |  |  |  |  |  |  |
|  |                                                      |  |  |  |  |  |  |  |  |  |  |  |  |  |  |  |
|  | 15. Marie-Félix Blanc                                |  |  |  |  |  |  |  |  |  |  |  |  |  |  |  |
|  |                                                      |  |  |  |  |  |  |  |  |  |  |  |  |  |  |  |
|  |                                                      |  |  |  |  |  |  |  |  |  |  |  |  |  |  |  |
|  | 31. Marie Hensel                                     |  |  |  |  |  |  |  |  |  |  |  |  |  |  |  |
|  |                                                      |  |  |  |  |  |  |  |  |  |  |  |  |  |  |  |
|  |                                                      |  |  |  |  |  |  |  |  |  |  |  |  |  |  |  |

## En la ficción
- Paloma Bloyd en Sofía (2011).